# ليلى كنودسن راندولف
ليلى كنودسن راندولف (بالإنجليزية: Lila Knudsen Randolph)‏ هي إحصائية أمريكية، ولدت في 1908، وتوفيت في 29 أغسطس 1965.